# Mirandinha
Mirandinha (pravo ime Francisco Ernandi Lima da Silva), brazilski nogometaš in trener, * 2. julij 1959.
Za brazilsko reprezentanco je odigral štiri uradne tekme in dosegel en gol.